# Maravista
Maravista é um bairro da Região Oceânica de Niterói, no estado do Rio de Janeiro.

## Geografia

### Delimitação
Sua principal via é a Estrada Francisco da Cruz Nunes, que limita o bairro com Itaipu a sudoeste até um ponto entre a Rua Jornalista Newton (Maravista) e a Rua São Fábio no bairro Santo Antônio, onde este último faz divisa com Maravista e Itaipu. Do outro lado, limita-se com Itaipu no encontro entre a Avenida Central e a Estrada Francisco da Cruz Nunes.

## História

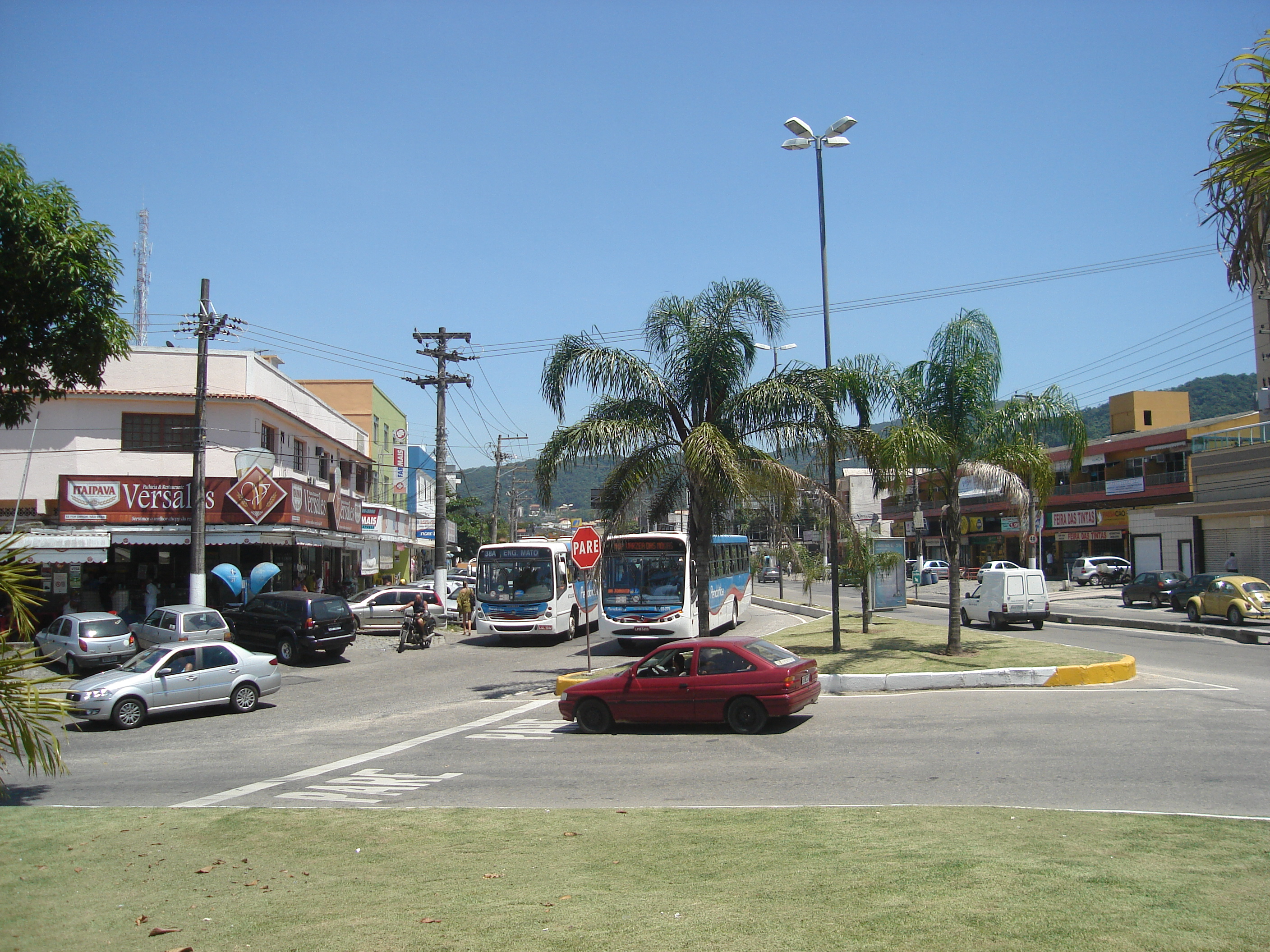
Divisa entre os bairros de Maravista e Itaipu.

O bairro tem sua origem num loteamento, que data do período de expansão imobiliária daquela região do município.
Embora o nome Maravista já fosse reconhecido como referência espacial, e portanto um bairro não-oficial, antes disso, foi oficializado pela prefeitura através do desmembrado de Itaipu somente em 4 de abril de 2002, com a Lei Municipal 1968, que instituiu o Plano Diretor da Região Oceânica.